# In-A-Gadda-Da-Vida (Album)
In-A-Gadda-Da-Vida ist das zweite Studioalbum der US-amerikanischen Rockband Iron Butterfly aus dem Jahr 1968. Dank des gleichnamigen Titelstücks avancierte das Album zum erfolgreichsten sowohl der Band als auch des Psychedelic Rock mit mehr als 30 Millionen verkauften Exemplaren.

## Beschreibung
Nach dem Debütalbum Heavy verließen Bassist Jerry Penrod, Sänger Darryl DeLoach und Gitarrist Danny Weis – er wechselte zu Rhinoceros – die Band und wurden mit diesem Album durch Erik Brann an der Gitarre und Lee Dorman am Bass ersetzt. Außer Termination wurden alle Titel von Doug Ingle geschrieben.
| # (LP)                        | Titel                              | Dauer |
| ----------------------------- | ---------------------------------- | ----- |
| A1                            | Most Anything You Want             | 03:44 |
| A2                            | Flowers and Beads                  | 03:09 |
| A3                            | My Mirage                          | 04:55 |
| A4                            | Termination                        | 02:53 |
| A5                            | Are You Happy?                     | 04:29 |
| B1                            | In-A-Gadda-Da-Vida                 | 17:03 |
| Bonustitel der Deluxe Edition |                                    |       |
| 7                             | In-A-Gadda-Da-Vida (Live)          | 18:52 |
| 8                             | In-A-Gadda-Da-Vida (Singleversion) | 02:57 |

1. ↑  von Erik Brann und Lee Dorman

Am 31. Oktober 1995 veröffentlichte Rhino Records eine „Deluxe Edition“ des Erfolgsalbums auf CD (Katalognummer: R2 72196). Ein Remastering entstand aufgrund der Wiederentdeckung alter Originalaufnahmen. Ergänzt wurde ein ausführliches, 36-seitiges Booklet mit vielen seltenen oder bis dato unveröffentlichten Fotos sowie eine Live- und die Singleversion des Titellieds. Die Liveversion stammt von Iron Butterfly Live (1970) und beginnt mit rund einer Minute ruhig-melodischem Orgelspiel von Doug Ingle, das an Kirchenmusik erinnert. Darauf folgt In-A-Gadda-Da-Vida in voller Länge. Das Cover zeigt ein Wackelbild eines flatternden Schmetterlings mit der spielenden Band.

## Veröffentlichung
In-A-Gadda-Da-Vida erschien am 14. Juni 1968 bei Atco Records (Katalognummer: SD 33-250) als LP mit sechs Titeln. Es erreichte Rang vier der US-amerikanischen Billboard 200 Charts und blieb dort 140 Wochen, davon 81 Wochen in den Top 10 – zeitweilig sogar zusammen mit dem Nachfolgealbum Ball. 1993 wurde es von der Recording Industry Association of America (RIAA) mit Vierfach-Platin ausgezeichnet für mehr als vier Millionen Verkäufe in den USA. Weltweit über 30 Millionen verkaufte Exemplaren machen es zum kommerziell erfolgreichsten Album der Band. Unter den weltweit meistverkauften Musikalben ist es zudem das Meistverkaufte des Psychedelic Rock.
Aufgrund eines Verhörers notierte Schlagzeuger Ron Bushey "In a Gadda da Vida" statt dem eigentlich vorgesehenen Titel "In the Garden of Eden".

### Chartplatzierungen
| ChartsChartplatzierungen       | Höchstplatzierung | Wochen/ Monate |
| ------------------------------ | ----------------- | -------------- |
| Deutschland (GfK)              | 11 (16 Mt.)       | 16 Mt.         |
| Vereinigte Staaten (Billboard) | 4 (140 Wo.)       | 140 Wo.        |

### Auszeichnungen für Musikverkäufe
| Land/Region                  | Auszeichnungen für Musikverkäufe (Land/Region, Auszeichnung, Verkäufe) | Verkäufe  |
| ---------------------------- | ---------------------------------------------------------------------- | --------- |
| Australien (ARIA)            | Platin                                                                 | 70.000    |
| Deutschland (BVMI)           | Platin                                                                 | 500.000   |
| Frankreich (SNEP)            | Gold                                                                   | 100.000   |
| Vereinigtes Königreich (BPI) | Silber                                                                 | 60.000    |
| Vereinigte Staaten (RIAA)    | 4× Platin                                                              | 4.000.000 |
| Insgesamt                    | 1× Silber · 1× Gold · 6× Platin ·                                      | 4.730.000 |